# Scelotrichia bispinosa
Scelotrichia bispinosa is een schietmot uit de familie Hydroptilidae. De soort komt voor in het Oriëntaals gebied.